# إيدو ألباكار
إدوارد «إيدو» ألباكار غاليغو (ولد في 16 نوفمبر 1979 في طرطوشة، تاراجونا، كاتالونيا) هو لاعب كرة قدم محترف إسباني، يلعب لنادي إلتشه في مركز المدافع الأيسر.

## وصلات خارجية
- إيدو ألباكار على موقع قاعدة بيانات كرة القدم.إي يو (الإنجليزية)
- إيدو ألباكار على موقع Soccerway.com (الإنجليزية)
- إيدو ألباكار على موقع عالم كرة القدم.نت (الإنجليزية)
- إيدو ألباكار على موقع AS.com (الإسبانية)

- Elche official profile (بالإسبانية)
- BDFutbol profile
- Futbolme profile (بالإسبانية)
- Transfermarkt profile